# Ivan Camargo
Ivan Camargo Gonçalves (Tatuí, 15 de setembro de 1969) é um jornalista e escritor brasileiro. É autor de Onde Moram os Tatus e Assombrações Caipiras.

## Biografia
Nascido em Tatuí, Ivan Camargo Gonçalves é filho de Ana Maria de Camargo Del Fiol e Ivan Gonçalves. Casado com Lívia Amara Rodrigues de Oliveira, tem dois filhos: Thales Camargo Gonçalves e Dante Camargo Gonçalves.
Camargo realizou o estudo primário na escola “Eugênio Santos” e, posteriormente, estudou na Escola Estadual “Barão de Suruí” e formou-se em jornalismo pela Universidade Metodista de Piracicaba (Unimep). De 1992 a 1994, editou o jornal “Stopim”, um tabloide de humor inspirado no histórico “O Pasquim” (1969-1991), do Rio de Janeiro. Em 1995, assumiu a editoria de O Progresso de Tatuí, no qual atua desde então.
Pela Faculdade Cásper Líbero, cursou a pós-graduação, especializando-se, entre outras disciplinas, em história da arte, com a professora e atriz Marlene Fortuna; e adaptação de obras literárias para cinema e TV, com o professor e roteirista Antonio Adami. Ainda estudou roteiro para cinema no Centro de Artes do Senac (SP).

## Carreira de Escritor
Ivan Camargo escreveu diversos curtas-metragens, um longa e seis peças de teatro – entre estas, quatro inéditas. Encenadas, teve duas adaptações: “Priscila, a Rainha da Caatinga” – baseada no filme Priscilla, A Rainha do Deserto – e Vovó Delícia – a partir do livro homônimo de Ziraldo.
Em 2008, lançou o primeiro livro, “Onde Moram os Tatus”, texto que recebeu duas premiações nacionais e uma estadual, entre estas, a seleção pelo Proac (Programa de Ação Cultural) do Estado de São Paulo, que garantiu a primeira edição. Em 2009, também por seleção do Proac, lançou o segundo romance, intitulado “Assombrações Caipiras”.

## Publicações
- 2008 - Onde Moram os Tatus
- 2009 - O Cativeiro
- 2009 - Assombrações Caipiras
- 2013 - Santa Casa da Luz Vermelha
- 2017 - Golpe Baixo
- 2022 - Botão do Pânico[7]